# .do
‎.do‏ دامنه اینترنتی کشور جمهوری دومنیکن است.